# May Yohé
Mary Augusta "May" Yohé (née le 6 avril 1866 à Bethlehem  - 29 août 1938 à Boston) est une actrice américaine de comédie musicale.
Après avoir commencé sa carrière avec la McCaull Comic Opera Company (en) en 1886 à New York et à Chicago, et après d'autres représentations aux États-Unis, elle connaît rapidement le succès sur la scène londonienne à partir de 1893. L'année suivante, à Londres, elle crée le rôle-titre dans la comédie à succès Little Christopher Columbus (en).
En 1894, elle épouse Lord Francis Hope qui possède le diamant Hope. Elle continue néanmoins à se produire dans le West End puis aux États-Unis. Elle divorce de Hope en 1902 et épouse des aventuriers. Elle se produit dans le Music-hall et le vaudeville sur la côte ouest et dans divers autres endroits aux États-Unis au cours des premières décennies du 20e siècle, mais elle est souvent à court d'argent. En 1924, elle et son dernier mari, John Smuts, s'installent à Boston, où elle meurt dans une quasi pauvreté.

## Biographie

### Enfance
Yohé est née à Bethlehem (Pennsylvanie), aux États-Unis. Elle est fille de William W. et Elizabeth (née Batcheller) Yohé. Son père, d'ascendance néerlandaise, ancien officier de l'armée et vétéran de la guerre de Sécession, est soit le fils, soit le neveu de Caleb Yohé, propriétaire de l'Eagle Hotel, où Yohé est née. William Yohé a hérité de l'hôtel et est localement célèbre pour les scènes de village miniatures élaborées qu'il construit sur le terrain de l'hôtel, en particulier le village de Noël. La mère de Yohé, descendante d'indiens Narragansetts, est une couturière qui, selon Yohé, avait une clientèle à Philadelphie qui comprenait de nombreux personnages célèbres du théâtre de l'époque,. Jeune, Yohé divertit les invités de l'Eagle Hotel en dansant et en chantant dans le hall de l'hôtel et en racontant des histoires pour les enfants. Ce qu'il est advenu de son père n'est pas clair. En 1878, il demande un passeport américain avec l'intention de se rendre au Brésil tandis que la tradition familiale le fait mourir au Colorado ou au Montana vers 1885. Vers l'âge de dix-douze ans, Yohé est envoyé en Europe, pendant trois ans, pour parfaire son éducation, étudiant à Dresde puis au couvent du Sacré-Cœur à Paris,,,.

### Carrière

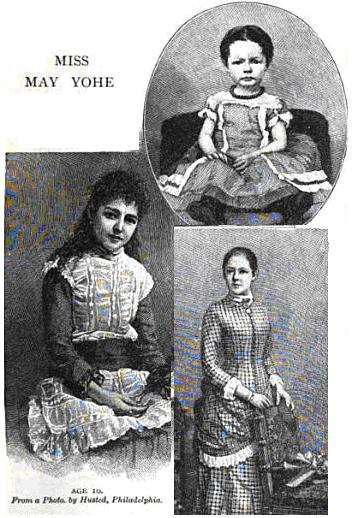
Photographies d'enfance - The Strand Magazine, 1895.

Yohé commence sa carrière en tant que soprano, mais en peu de temps sa voix s'abaisse en contralto qualifié de particulier, avec une tessiture de cinq ou six notes seulement. Elle fait ses débuts en tant que May Yohé (May sont ses initiales) en janvier 1886 avec la McCaull Comic Opera Company (en) dans le rôle de Dilly Dimple dans The Little Tycoon, un opéra-comique de Willard Spencer, présenté au Temple Theatre de Philadelphie et en mars de la même année au Standard Theatre de New York,. En mars 1887, elle apparaît dans Lorraine, production de McCaull à Broadway, composée par Rudolf Dellinger sur un livret d'Oscar Walther, adapté en anglais par William J. Henderson. Elle joue ensuite dans la même production à l'Opéra de Chicago. Dans cette production, elle chante la chanson,, suivante avec beaucoup de succès : 

« Every Flower that Blooms so Fair (Chaque fleur qui fleurit si bien)
Every Birdlet that Beats the Air (Chaque petit oiseau qui bat l'air)
Has Heard of thy Beauty Rarea (a entendu parler de ta rare beauté)
Thy Beauty Beyond Compare (Ta beauté incomparable) »

Cette chanson reste populaire dans la région de Chicago pendant plusieurs années. Plus tard en 1887, avec McCaull à l'Opéra de Chicago, elle chante Bid Me Good-By and Go dans la comédie musicale Natural Gas de Henry Grattan Donnelly (en). La qualité vocale unique de Yohé attire l'attention du directeur de l'Opéra de Chicago, et elle est engagée pour jouer la princesse Zal-Am-Boo dans Arabian Nights, extravaganza d'Alfred Thompson, créée le 2 juin 1887,. L'année suivante, elle apparaît dans le rôle du prince  Prettywitz dans The Crystal Slipper, également à l'Opéra de Chicago,,,. En 1888, le week-end précédant le Jour de l'Indépendance, Yohé se rend à Cleveland en compagnie d'Edward Shaw, le fils de WW Shaw, actionnaire majeur de l'Opéra de Chicago. Elle rate au moins deux représentations avant de revenir. La jeune épouse de Shaw demande le divorce une semaine plus tard,. Elle tourne ensuite aux États-Unis et à l'étranger avec la troupe de George Lederer dans la comédie  U & I  en 1891 et dans le rôle de Celia Cliquot dans Hoss and Hoss, la même année.

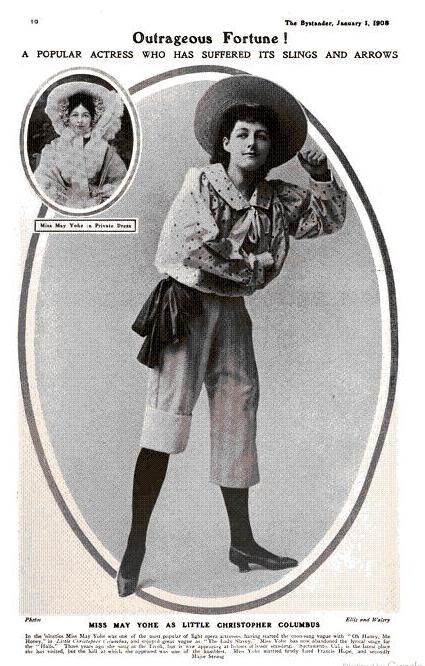
Little Christopher Columbus, 1894.

En 1893, Yohé fait ses débuts à Londres dans le rôle de Martina dans The Magic Opal d'Isaac Albéniz le 19 janvier et dans Mam'zelle Nitouche, en mai, au Royal Court Theatre et au Trafalgar Square Theatre (en). L'année suivante, elle interprète le rôle de Phyllis, le personnage principal de la comédie musicale, The Lady Slavey, composée par Gustave Kerker, sur un livret de Sir George Dance, à l'Avenue Theatre, dans lequel elle chante “ What’s a Poor Girl to Do ”,,. Elle joue le rôle principal dans l'extravaganza Little Christopher Columbus (en) en 1894, « un grand succès personnel » pour elle. Dans une interview, Yohé déclare que la musique "devait être spécialement écrite pour moi… entassée pour ainsi dire, dans la circonférence rétrécie de ma voix". Pendant son séjour à Londres, elle devient la maitresse du prince de Galles, le futur roi Édouard VII. L'année suivante, elle joue le rôle-titre dans l'opéra-comique Dandy Dick Whittington, au Théâtre Avenue, écrit par George Robert Sims et composé par Ivan Caryll. Sims note que Yohé « pouvait être impolie [envers les écrivains, les compositeurs et les chefs d'orchestre] si elle n'obtenait pas exactement ce qu'elle voulait ».
En 1896, Yohé interprète le rôle-titre dans la comédie musicale The Belle of Cairo au Royal Court Theatre de Londres,. Elle revient ensuite deux fois à Broadway; Lady Muriel Despair dans la comédie musicale The Giddy Throng (1900–01) et apparait apparait dans la brève reprise de la revue Mam'zelle Champagne (en) en 1906. La même année au Knickerbocker Theatre de New York, Yohé se produit dans Mlle. Nitouche, une pièce qu'elle a montée une dizaine d'années plus tôt  à Londres,, 
En 1907, elle produit un sketch intitulé Matrimonial Troubles à Chicago.

### Vie de famille
Yohé s'est mariée trois, à partir de 1893,.

#### Avec Hope et avec Strong

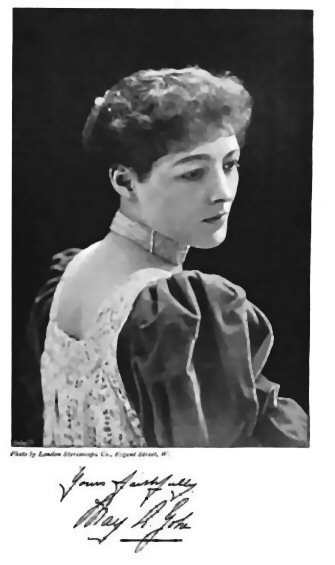
Yohé dans On and Off 1894.

Selon Yohé, elle est présentée à  Francis Hope au restaurant Delmonico's (en) à New York avant de venir en Angleterre au début des années 1890. Le couple est souvent vu ensemble dans des lieux à la mode autour de Londres. Le 30 mars 1894, Burke's Peerage annonce leur mariage. Le mariage a lieu le 27 novembre 1894 à Hampstead Parrish à Londres. Des articles de presse de l'époque affirment que la famille de Hope lui a offert environ 200 000 £ pour annuler les fiançailles. En juin 1894, le New York Times rapporte que Hope a déposé son bilan avec un passif s'élevant à 405 277 £ et un actif de 194 042 £. Au moment de son mariage avec Hope, il y a des articles dans la presse laissant entendre qu'elle a été mariée deux fois auparavant; d'abord, à San Francisco avec le fils d'un certain général Williams, puis dans le Massachusetts avec un politicien local.
Yohé rencontre Putnam Bradlee Strong au début de 1901 lors de la dernière étape de son voyage autour du monde avec Hope. En juillet de cette année-là, Strong, qui sert comme adjudant général adjoint aux Philippines, démissionne de sa charge lorsque, comme rapporté dans la presse, il est invité par le directeur à quitté l'hôtel California à San Francisco où le couple s'est enregistré sous le nom de H.L. Hastings et sa femme,. Ensuite, ils vont au Japon, où ils vivent pendant plusieurs mois à Yokohama,. L'année suivante, Hope perd un pied dans un accident de chasse, et divorce d'avec sa femme. et se déclare de nouveau en faillite. Même si le major Strong a démissionné quelques mois plus tôt, le département de la Guerre des États-Unis annonce le 22 mars 1902, le jour même du divorce de Yohé, sa nomination pour une promotion au grade de lieutenant-colonel breveté pour son service aux Philippines.

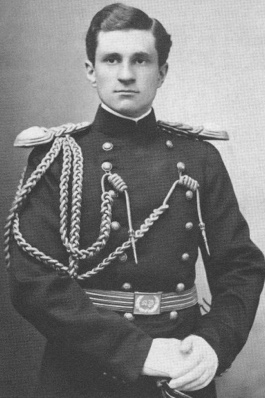
Putnam Bradlee Strong.

En avril 1902, ils retournent aux États-Unis pour vivre avec la mère de Yohé dans sa résidence de Hastings-on-Hudson. Trois mois plus tard, Yohé  accuse Strong de s'être enfuie avec ses bijoux d'une valeur de plusieurs milliers de dollars. Ensuite, avec l'aide financière de la famille de Strong, Yohé se réconcilie avec "Putty" alors que tous deux sont en Europe. Quelques mois plus tard, une fois son jugement de divorce d'avec Hope rendu, ils se marient à Buenos Aires, le 3 octobre 1902. Strong rejoint ensuite sa femme sur la scène du vaudeville. En 1905, il se déclare en faillite, même si lui et sa femme gagnaient 750 $ par semaine en tant qu'artistes. En décembre, Yohé demande le divorce, invoquant l'abandon du domicile conjugal,. Strong, qui aurait vécu à Macao après leur divorce, est décédé à New York en 1945 à l'âge de 70 ans.
En 1913, la presse rapporte que Yohé et Francis Hope se réconcilient. Hope a déclaré que l'histoire était absurde.

#### Brèves relations

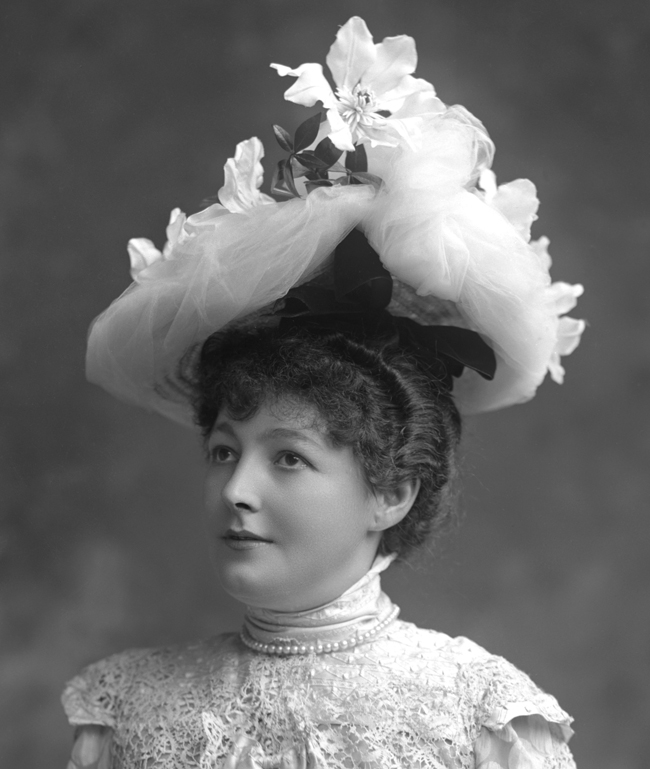
Yohe, 1899.

Yohé épouse Newton Brown, un journaliste new-yorkais en relation avec le théâtre, en avril 1907,. Leur union est de courte durée, car en mai 1909, un journal de San Francisco rapporte que Yohé a donné en adoption un petit garçon qu'elle a eu avec un nouveau mari, un mineur de la Colombie-Britannique du nom de Murphy. L'enfant serait né en septembre 1908, à Portland, Oregon, où Yohé vit isolée. En mai de l'année suivante, le garçon est adopté par Edward R. Thomas, propriétaire de la pharmacie de l'hôtel Perkins, et sa femme Rosa. Le consentement à l'adoption est signé « Mary A. Strong »,,. Au milieu des années 1930, un acteur du nom de Robert E. Thomas, le fils adoptif d'Edward et de Rosa, tente en vain de prouver que son père biologique est Putnam Bradlee Strong. Yohé rejette catégoriquement cette affirmation non seulement que Strong était son père, mais qu'elle était sa mère,. Si Thomas avait réussi, il aurait été éligible à une part dans un important trust mis en place par la mère de Strong.
Vers 1910, Yohé achète une pension de famille délabrée à Seattle, qu'elle dirige pendant quelques mois avant d'épouser le musicien Frank M. Reynolds à Seattle. Reynolds est le fils d'un professeur d'université du nord de l'État de New York, qui affirme rapidement avoir reçu une lettre de son fils réfutant l'histoire. En septembre 1911, Yohé nie avoir prévu d'épouser l'ancien boxeur champion du monde poids légers, Jack McAuliffe, qui à l'époque est son partenaire dans une salle de cinéma à 10 ¢ à New York exécutant des sketchs de vaudeville entre les projections de films,. Le mois suivant, Yohé serait à Chicago vivant « dans une misère extrême, presque la famine » avec son mari Jack McAuliffe,.

#### Avec le capitaine John Smuts

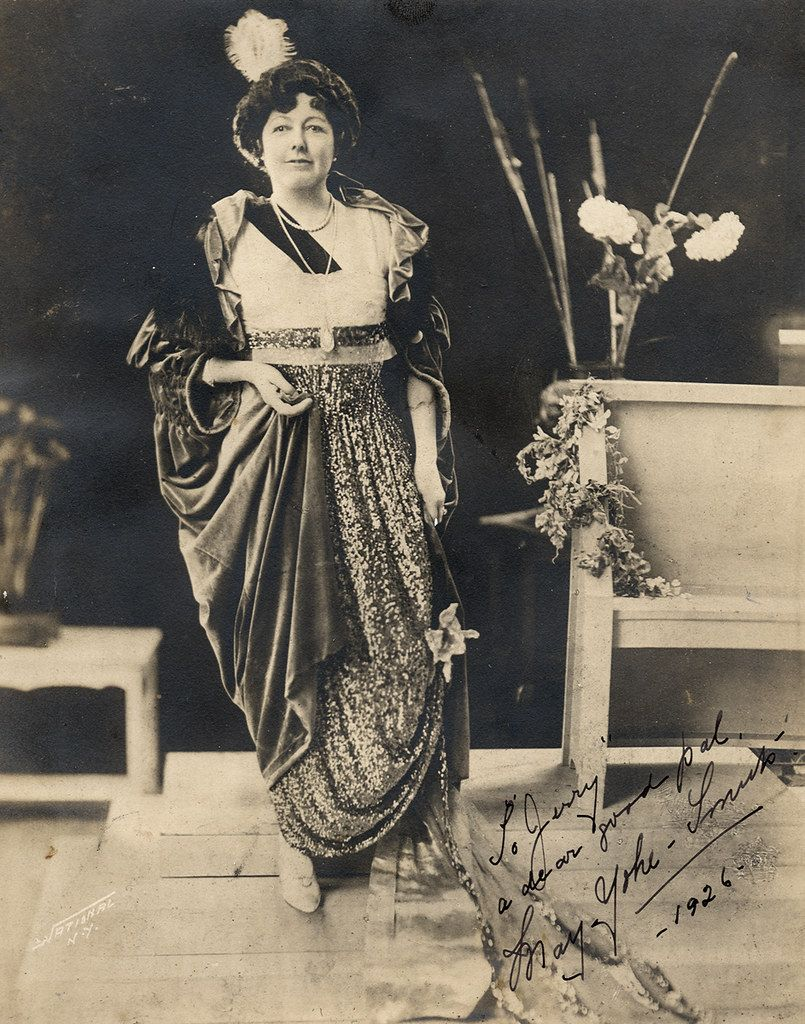
May Yohe en 1921

Vers 1914, à Londres ou peut-être en Afrique du Sud, May Yohé épouse le capitaine John Addey Smuts,,., un officier de l'armée britannique à la retraite, d'origine sud-africaine, et cousin du général Jan Smuts. Au cours des premières années de leur mariage, ils voyagent à Singapour, en Inde, en Chine et au Japon et s'installent finalement en Afrique du Sud. Dans les derniers mois de la première Guerre mondiale, il est rapporté que Yohé prévoit d'accompagner son mari en France, où il a l'intention de servir sur le front tandis qu'elle servirait d'infirmière de la Croix-Rouge. Smuts n'est pas en mesure d'obtenir une mission militaire et, quelques mois plus tard, ils déménagent à Seattle, où Smuts trouve du travail dans un chantier naval. Peu de temps après, il contracte la grippe, laissant Yohé chercher un emploi comme femme de ménage dans l'immeuble où ils vivent. En 1919, Yohé, revient dans le vaudeville, rencontrant un modeste succès.
Au début des années 1920, après avoir vendu aux enchères des biens de valeur et être revenu d'un voyage en Amérique du Sud, Yohé et son mari tournent sur le circuit de vaudeville aux États-Unis avec un show basé sur la série de films d'action de 1921 The Hope Diamond Mystery, qu'elle a aidé à écrire et à promouvoir,,. Ensuite, ils investissent dans un ranch en Californie. Cette entreprise échoue et ils retournent au vaudeville, mais cette fois avec moins de succès. Ils perdent le reste de leurs économies dans une entreprise agricole dans le New Hampshire. En 1924, le couple s'installent à Boston, où John Smuts trouve du travail comme concierge,. En novembre 1924, le capitaine Smuts reçoit une balle dans la poitrine dans leur résidence de Boston. La blessure n'est pas grave et il récupère rapidement. Smuts soutient qu'il nettoyait une arme à feu lorsqu'elle s'est déchargée accidentellement. Il refuse d'expliquer aux enquêteurs la mystérieuse note parlant de suicide qu'ils ont récupérée, rédigée dans deux styles d'écriture différents.

### Dernières années et mort
En 1938, Yohé postule pour un emploi de bureau à 16,50 $ par semaine auprès de la Works Progress Administration (WPA) à Boston. La santé de son mari est défaillante et elle a besoin d'argent pour les soins. Yohé n'est pas prise parce qu'elle a renoncé à sa citoyenneté américaine dans les années 1890 lorsqu'elle a épousé Francis Hope. Elle demande à recouvrer sa citoyenneté et quelques semaines plus tard, en mai 1938, on lui donne le poste pour lequel elle a postulé,. Peu de temps après, le 29 août 1938, elle meurt à Boston d'une maladie cardiaque et rénale,. Trois mille personnes assistent à ses obsèques, dont l'acteur Robert (Bob) Thomas,. Au moment de sa mort, le bien le plus précieux de Yohé est une grande photographie d'Edouard VII, prise alors qu'il était encore prince de Galles, et signée « To May, 1898 ». Quelques jours après ses funérailles, John Smuts respecte le dernier souhait de sa femme et répand ses cendres dans l'océan Atlantique, à Cape Cod. Il meurt à Boston d'une crise cardiaque quelques mois plus tard, le 11 janvier 1939.
Le Hartford Courant, dans sa nécrologie, cite Yohé : « J'ai fait à peu près tout dans ma vie, sauf le vol et le meurtre, mais Dieu merci, tout ce que j'ai fait, j'y ai mis mon cœur ».

## Iconographie
Son image est utilisée en 1890 par Kinney Brothers Tobacco Company (en) pour faire la publicité des cigarettes Sweet Caporal.
Ses photographies sont publiées dans le catalogue La référence des portraits contemporains, publié par la Librairie Nilsson, en 1897.